# Dargaz
Dargaz o Daregaz (farsi درگز) è il capoluogo dello shahrestān di Dargaz, circoscrizione Centrale, nella provincia del Razavi Khorasan in Iran. Aveva, nel 2006, una popolazione di 34.305 abitanti. Era precedentemente conosciuta con il nome di Mohammadabad. Si trova nella parte nord della regione ed è vicina al confine con il Turkmenistan.